# إعادة توزيع (كيمياء)
إعادة التوزيع هو تفاعل كيميائي يتضمن حدوث تبادل بين الربيطات الأنيونية المرتبطة إلى مراكز الفلزات أو أشباه الفلزات. لا يتضمن هذا التحول حدوث تفاعل أكسدة-اختزال وذلك على العكس من تفاعل عدم التناسب. تجرى بعض تفاعلات إعادة التوزيع عند درجات حرارة مرتفعة، حيث أن تبريد المزيج يؤدي إلى الحصول على النواتج معادة التوزيع.

## أمثلة
من أمثلة المركبات التي تخضع لتفاعلات إعادة التوزيع السريعة مركبات ميثيل البورانات، حيث يتحول أحادي ميثيل ثنائي البوران بسرعة عند درجة حرارة الغرفة إلى ثنائي البوران وثلاثي ميثيل البوران:
{\displaystyle {\ce {6MeB2H5 -> 5 B2H6 + 2 Me3B}}}
تحصل تفاعلات إعادة التوزيع أيضاً في مركبات الألومنيوم العضوية ومركبات البورون العضوية ومركبات السيليكون العضوية.
{\displaystyle {\ce {BCl3 + 2 B(C2H5)3 -> 3 BCl(C2H5)2}}}
في مثال آخر، يظهر رباعي ميثيل السيلان كناتج غير مرغوب به في عملية مولر-روتشو (التي تعرف أيضاً باسم العملية المباشرة)؛ ولكن يمكن إعادة تدويره إلى مركبات أكثر فائدة بتفاعل إعادة توزيع مع رباعي كلوريد السيليكون:
{\displaystyle {\ce {SiMe4 + SiCl4 -> 2 SiMe2Cl2}}}
وفي كيمياء القصدير العضوية يستحصل على كلوريدات القصدير الألكيلية المختلطة من تفاعل إعادة التوزيع، ويعرف التفاعل أيضاً باسم تفاعل التناسب المشترك وفق كوتشيشكوف.
{\displaystyle {\ce {3 SnBu4 + SnCl4 -> 4 SnBu3Cl}}}
تخضع العديد من هاليدات الفلزات إلى تفاعلات إعادة توزيع كما هو الحال مع رباعي كلوريد التيتانيوم ورباعي بروميد التيتانيوم:
{\displaystyle {\ce {TiCl4 + TiBr4 -> 2 TiBr2Cl2}}}